# 透帘细草
《透帘细草》，元代中后期的数学著作，作者不详。现存71题，其中17题收入《永乐大典》，54题收入《知不足斋丛书》、《透帘细草》。71题内容包括盈不足，方程、开方、体积计算、垛积术等。